# Tennis-Hallenweltmeisterschaften
Die Tennis-Hallenweltmeisterschaften (englisch World Covered Court Championships) waren ein Tennisturnier, das zwischen 1913 und 1923 in verschiedenen europäischen Städten abgehalten wurden.

## Geschichte
1913 wurde mit der Gründung der International Tennis Federation die Einführung dreier Weltmeisterschaften im Tennis beschlossen: die Rasen-Weltmeisterschaften (Wimbledon Championships), die Hartplatz-Weltmeisterschaften (in Paris, Vorläufer der French Open) und die Hallenweltmeisterschaften. Der amerikanische Tennisverband USNLTA wollte nicht akzeptieren, dass damit seine US-Meisterschaften zu einem zweitklassigen Turnier erklärt wurden, und lehnte daher einen Beitritt zum ITF ab.
In der Folgezeit wurden die Hallenweltmeisterschaften, mit Unterbrechung durch den Ersten Weltkrieg, in verschiedenen europäischen Städten ausgetragen. Der Platzbelag war, wie damals in der Halle verbreitet, ein Holzboden. 1923 wurde im Zuge des Beitritts der USA zur ITF das System der drei Weltmeisterschaften fallengelassen und stattdessen die Meisterschaften von England (Wimbledon Championships), Frankreich, Australien und den USA in den Rang von höchsten Meisterschaften erhoben. Die Hallenmeisterschaften wurden eingestellt.

## Spielstätten
| Jahr | Ort                                | Zeitraum         |
| ---- | ---------------------------------- | ---------------- |
| 1913 | Stockholm                          | 2.–8. November   |
| 1919 | Sporting Club, Paris               | 15.–23. November |
| 1920 | Queen’s Club, London               | 11.–20. Oktober  |
| 1921 | Kjøbenhavns Boldklub, Kopenhagen   | 2.–10. April     |
| 1922 | St. Moritz                         | 16.–25. Februar  |
| 1923 | Palacio de la Industria, Barcelona | 1.–11. Februar   |

## Siegerliste

### Herreneinzel
| Jahr                         | Sieger           | Finalgegner          | Ergebnis                |
| ---------------------------- | ---------------- | -------------------- | ----------------------- |
| 1913                         | Anthony Wilding  | Maurice Germot       | 5:7, 6:2, 6:3, 6:1      |
| 1914–1918: nicht ausgetragen |                  |                      |                         |
| 1919                         | André Gobert     | Max Décugis          | 6:3, 6:2, 6:2           |
| 1920                         | Gordon Lowe      | Walter Cecil Crawley | 6:2, 6:3, 6:1           |
| 1921                         | William Laurentz | Alfred Beamish       | 6:2, 6:4, 6:2           |
| 1922                         | Henri Cochet (1) | Jean Borotra         | 4:6, 2:6, 6:3, 6:2, 6:0 |
| 1923                         | Henri Cochet (2) | Brian Gilbert        | 6:4, 7:5, 6:4           |

### Dameneinzel
| Jahr                         | Sieger                  | Finalgegner             | Ergebnis      |
| ---------------------------- | ----------------------- | ----------------------- | ------------- |
| 1913                         | Helen Aitchison         | Kate Gillou-Fenwick     | 6:4, 6:2      |
| 1914–1918: nicht ausgetragen |                         |                         |               |
| 1919                         | Dorothy Holman          | Germaine Golding        | 6:3, 6:4      |
| 1920                         | Winifred Beamish        | Kathleen McKane Godfree | 6:2, 5:7, 9:7 |
| 1921                         | Elsebeth Brehm          | Ebba Meyer              | 6:2, 6:4      |
| 1922                         | Germaine Golding        | Jeanne Vaussard         | 6:2, 7:5      |
| 1923                         | Kathleen McKane Godfree | Winifred Beamish        | 6:3, 4:6, 6:2 |

### Herrendoppel
| Jahr                         | Sieger                                        | Finalgegner                         | Ergebnis                   |
| ---------------------------- | --------------------------------------------- | ----------------------------------- | -------------------------- |
| 1913                         | Max Décugis Maurice Germot (1)                | Curt Bergmann Heinrich Kleinschroth | 7:5, 2:6, 7:9, 6:3, 6:1    |
| 1914–1918: nicht ausgetragen |                                               |                                     |                            |
| 1919                         | André Gobert William Laurentz (1)             | Nicolae Mișu H. Portlock            | 6:1, 6:0, 6:2              |
| 1920                         | Percival Davson Theodore Mavrogordato         | Alfred Beamish Francis Fisher       | 4:6, 10:8, 13:11, 3:6, 6:3 |
| 1921                         | Maurice Germot (2) William Laurentz (2)       | Paul Henricksen Erik Tegner         | 6:3, 6:2, 3:6, 6:3         |
| 1922                         | Henri Cochet (1) Jean Borotra                 | C. Martin A. C. Simon               | 2:6, 6:2, 6:1, 6:4         |
| 1923                         | Henri Cochet (2) Jean Couiteas de Faucamberge | Leif Rovsing Erik Tegner            | 6:1, 6:1, 7:5              |

### Damendoppel
| Jahr                         | Sieger                                           | Finalgegner                      | Ergebnis      |
| ---------------------------- | ------------------------------------------------ | -------------------------------- | ------------- |
| 1913–1918: nicht ausgetragen |                                                  |                                  |               |
| 1919                         | Winifred Beamish (1) Kathleen McKane Godfree (1) | Dorothy Holman Phyllis Covell    | 6:3, 6:4      |
| 1920                         | Winifred Beamish (2) Kathleen McKane Godfree (2) | Doris Craddock Irene Peacock     | 6:3, 7:5      |
| 1921                         | Elsebeth Brehm Ebba Meyer                        | Sheenberg                        | 6:2, 4:6, 6:2 |
| 1922                         | Germaine Golding Jeanne Vaussard                 | Yvonne Bourgeois Canivet         | kampflos      |
| 1923                         | Winifred Beamish (3) Kathleen McKane Godfree (3) | Germaine Golding Jeanne Vaussard | 6:1, 6:1      |

### Mixed
| Jahr                         | Sieger                                       | Finalgegner                                   | Ergebnis      |
| ---------------------------- | -------------------------------------------- | --------------------------------------------- | ------------- |
| 1913                         | Max Décugis (1) Kate Gillou-Fenwick          | Gunnar Setterwall Sigrid Fick                 | 7:5, 12:10    |
| 1914–1918: nicht ausgetragen |                                              |                                               |               |
| 1919                         | Max Décugis (2) Winifred Beamish             | William Laurentz Germaine Golding             | 6:3, 6:3      |
| 1920                         | Francis Fisher Irene Peacock                 | Stanley Doust Kathleen McKane Godfree         | kampflos      |
| 1921                         | Erik Tegner Elsebeth Brehm                   | Harald Thune Waagepetersen Agnete Goldschmidt | 6:2, 6:2      |
| 1922                         | Jean Borotra Germaine Golding                | Max Décugis Jeanne Vaussard                   | 6:3, 6:4      |
| 1923                         | Walter Cecil Crawley Kathleen McKane Godfree | Brian Gilbert Winifred Beamish                | 4:6, 6:2, 6:3 |